# الدخنة (كشر)

تعديل مصدري - تعديل

الدخنة هي إحدى قرى عزلة العبيسه+العبادلة بمديرية كشر التابعة لمحافظة حجة، بلغ تعداد سكانها 625 نسمة حسب تعداد اليمن لعام 2004.